# NGC 4777
NGC 4777 је спирална галаксија у сазвежђу Девица која се налази на NGC листи објеката дубоког неба.
Деклинација објекта је - 8° 46' 31" а ректасцензија 12h 53m 58,5s. Привидна величина (магнитуда) објекта NGC 4777 износи 13,6 а фотографска магнитуда 14,5. NGC 4777 је још познат и под ознакама MCG -1-33-44, PGC 43852.